# Hans Beimler (Politiker)

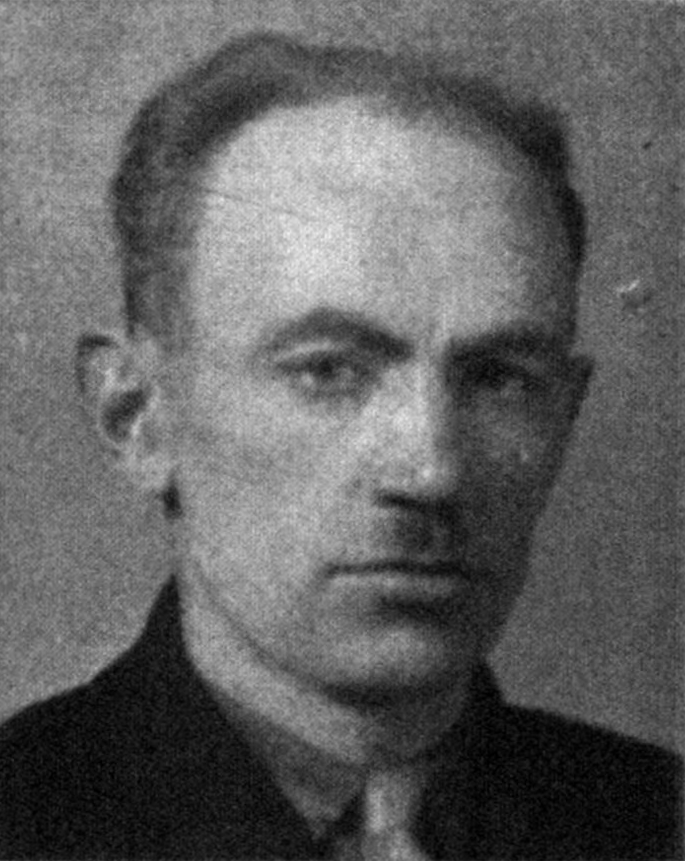
Hans Beimler, 1932

15 Pfennig-Sondermarke der DDR-Post 1966 mit Hans Beimler als Spanienkämpfer

Hans Beimler (* 2. Juli 1895 in München als Johannes Baptist Beimler; † 1. Dezember 1936 in Madrid) war ein deutscher Politiker (KPD). Er wurde bekannt als kommunistischer Reichstagsabgeordneter und als politischer Kommissar des „Thälmann-Bataillons“ der XI. Internationalen Brigade im Spanischen Bürgerkrieg.

## Leben

### Kaiserzeit und Weimarer Republik
Als Sohn eines Landarbeiters besuchte Beimler die Volksschule in Waldthurn in der Oberpfalz, wo er auch aufwuchs. Später erlernte er das Handwerk eines Schlossers und wurde 1913 Mitglied im Deutschen Metallarbeiterverband (DMV). Im Ersten Weltkrieg war er von 1914 bis 1918 Marinesoldat auf einem Minensuchboot und gehörte 1918 in Cuxhaven dem Arbeiter- und Soldatenrat an. Nachdem er im Spartakusbund aktiv gewesen war, gehörte er 1919 zu den Gründungsmitgliedern der KPD.
Er beteiligte sich vom 13. April bis 3. Mai 1919 aktiv an den Kämpfen um den Erhalt der Münchner Räterepublik und gründete die KPD-Ortsgruppe München. Nach der Niederschlagung der Räterepublik wurde er für kurze Zeit inhaftiert. Er arbeitete danach erneut als Maschinenschlosser, übte verschiedene gewerkschaftliche Funktionen aus und war Vorsitzender der KPD im Münchner Stadtteil Nymphenburg. Beimler wurde 1921 erneut verhaftet, weil er versucht hatte, einen Truppentransport durch eine Brückensprengung zu unterbinden. Dafür erhielt er im Juni 1921 zwei Jahre Festungshaft und verbüßte die Strafe bis 1923 im Gefängnis Niederschönenfeld. Nach seiner Entlassung arbeitete er in einer Lokomotivfabrik in München und gehörte dem dortigen Betriebsrat an.
Beimler wurde wegen seiner politischen Tätigkeit mehrmals gemaßregelt und gerichtlich verfolgt. Er reiste auf Beschluss der Vollversammlung der Münchner Betriebsräte mit der ersten deutschen Arbeiterdelegation vom 14. Juli bis 28. August 1925 in die Sowjetunion. Beimler wurde von der Bezirksleitung Südbayern der KPD, deren Mitglied er seit Juni 1925 war, mit der Leitung der Betriebsarbeit beauftragt. Bis März 1928 war er als Mitglied des Sekretariats der Bezirksleitung für Gewerkschaftsfragen und für die Arbeit in den Massenorganisationen verantwortlich. Im April 1928 beauftragte die Bezirksleitung ihn mit der Reorganisation der Parteiarbeit im Unterbezirk Augsburg, den er bis Frühjahr 1932 leitete.
1928 schloss die Verbandsleitung Beimler aus dem DMV aus. Beimler gehörte von Dezember 1929 bis August 1932 dem Stadtrat von Augsburg an, von April bis Juli 1932 dem Bayerischen Landtag. Von 1932 bis 1933 war er Abgeordneter im Deutschen Reichstag. Im Frühjahr 1932 kehrte Beimler nach München zurück und wurde Politischer Sekretär des Bezirks Südbayern der KPD.

### Zeit des Nationalsozialismus
Nach der Machtübernahme der Nationalsozialisten nahm er an der vom ZK einberufenen Tagung der Politischen Sekretäre, ZK-Instrukteure und Abteilungsleiter der KPD am 7. Februar 1933 im Sporthaus Ziegenhals bei Berlin teil.
Am 11. April 1933 wurde Beimler nach Wochen illegaler Arbeit verhaftet, im Münchner Polizeipräsidium gefoltert und nach 14 Tagen in das KZ Dachau gebracht. In der Nacht vom 8. Mai zum 9. Mai 1933 gelang ihm die Flucht aus dem Lager, wozu lange fälschlich behauptet wurde, er hätte dabei einen SS-Mann getötet, um in dessen Uniform zu flüchten. Nach einigen Wochen Unterschlupf bei Gleichgesinnten in Bayern gelang es ihm, nach Prag zu flüchten. Im August 1933 erschien seine Broschüre Im Mörderlager Dachau. Diese war der erste authentische Bericht über die Zustände in einem deutschen nationalsozialistischen KZ. In einer Passage der Broschüre Im Mörderlager Dachau heißt es:

„Nun überreichte (der Lagerverwalter Vogel) mir einen 2 Meter langen Kälberstrick von der Stärke eines Fingers und forderte mich auf, denselben am kleinen Wasserleitungshahn aufzuhängen […] Ich stieg auf die Pritsche und hängte den Strick […] an den Hahn. Nachdem ich wieder heruntergestiegen war, gab er mir folgende Weisung: ‚Wenn in Zukunft wieder jemand die Zelle betritt, haben Sie eine militärische Haltung einzunehmen und zu sagen: ‚Der Schutzhaftgefangene Beimler meldet sich zur Stelle‘ und – auf den Strick zeigend –‚ sollten Sie irgendwelche Zweifel bekommen, dann steht er ihnen zur Verfügung.‘“

Am 3. November 1934 veröffentlichte der Deutsche Reichsanzeiger die dritte Ausbürgerungsliste des Deutschen Reichs, durch welche er ausgebürgert wurde. Bis 1936 arbeitete er unter Emigranten in Prag und Zürich.

### Spanischer Bürgerkrieg
Als im Juli/August 1936 das ZK der KPD von Paris aus die Unterstützung der spanischen Republikaner einleitete, fuhr Beimler am 5. August 1936 nach Barcelona, um mit der Aufstellung des Thälmann-Bataillons und der Internationalen Brigaden (Interbrigaden) die republikanische Seite zu unterstützen. Mit seiner Hilfe konnte ein deutschsprachiger Sender für die Antifaschisten in Barcelona in Betrieb genommen werden. Beimler war dann auch einer der ersten Freiwilligen, die in diesen Brigaden für die Spanische Republik kämpften. In den Interbrigaden war er politischer Kommissar aller deutschen Bataillone.

### Tod

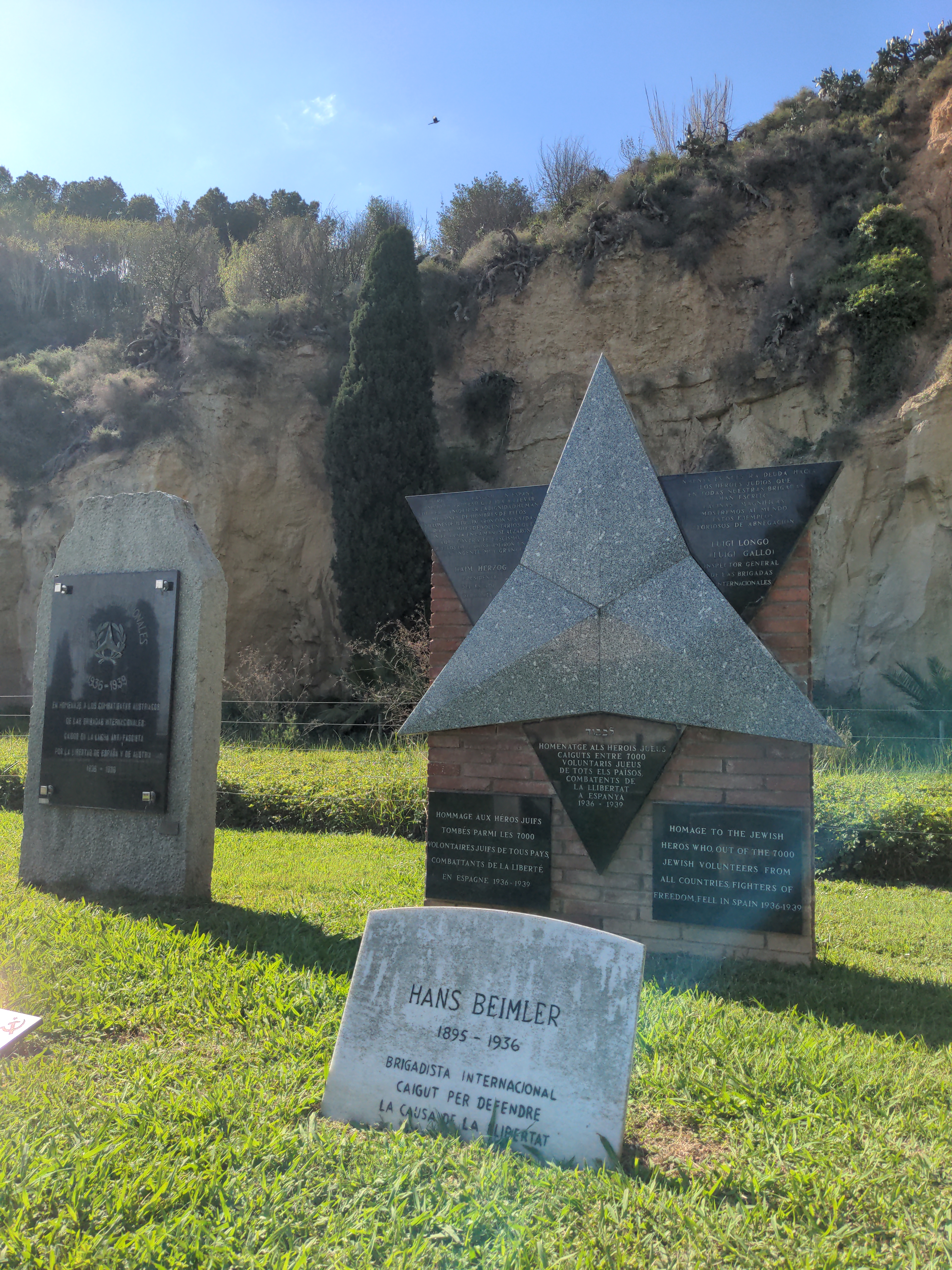
Hans Beimlers Grab in Barcelonas Montjuïc-Friedhof

Am 1. Dezember 1936 beschritt Beimler eine Hohlgasse in der Nähe des Gebäudekomplexes Moncloa-Palast, um die Stellungen der beiden deutschen Bataillone der XI. Internationalen Brigade zu besichtigen. In dieser Gasse wurden er und der Politkommissar Louis Schuster (d. i. Franz Vehlow) erschossen, während der dritte Begleiter, Richard Staimer, der spätere Schwiegersohn Wilhelm Piecks, entkam. Beimlers Tod war später Gegenstand zahlreicher Spekulationen. Er ist auf dem städtischen Friedhof von Barcelona, dem Cementiri de Montjuïc, begraben.

#### GPU-Theorie
Antonia Stern, eine Freundin von Beimler, hielt sich nach seinem Tod sechs Monate in Madrid auf, recherchierte zu seinem Tod und sprach zu seinem 20. Todestag in Madrid von einem Mord seitens des sowjetischen Geheimdienstes GPU. Als Grund für die Ermordung Beimlers führt sie seine Kritik an der GPU an, die in die Auseinandersetzungen zwischen dem Partido Obrero de Unificación Marxista (POUM) und den Republikanern mehrfach tödlich eingriff, um die soziale Revolution in Spanien auf stalinistischen Kurs zu bringen. Beimler pflegte auch Kontakte mit Anarchisten, welche moskautreue Kommunisten als Feinde betrachteten. Diese Theorie geht davon aus, dass der Überlebende Staimer ein GPU-Agent war, der Beimler und Schuster hinterhältig erschoss. Staimer selbst soll Mitglied eines GPU-Kommandos unter Erich Mielke, dem späteren Minister für Staatssicherheit in der DDR, gewesen sein.
Dieser Theorie hält der Historiker Michael Uhl die Auswertung der Akten des KPD-Abwehrapparates in Spanien entgegen, wonach Beimler nicht an einem GPU-Geschoss starb. Auch in Untersuchungen des Ministeriums für Staatssicherheit der DDR und von Historikern nach 1989 in kommunistischen Archiven ließen sich keine Beweise für einen Mord seitens der GPU finden. Weiterhin steht dieser Theorie entgegen, dass die Konflikte zwischen Volksfrontregierung und den anarchistischen Gruppen erst ab dem Jahr 1937 eskalierten und blutig ausgetragen wurden.
Aus einer 2016 im Schweizerischen Bundesarchiv in Bern entdeckten Notiz ergibt sich eine weitere Mordthese. Der deutsche Journalist Arthur Bay schrieb am 3. Februar 1938
an die schweizerische Bundesanwaltschaft: „Die Liquidierung des ehemaligen deutschen kommunistischen Reichstagsabgeordneten Hans Beimler, der von der kommunistischen Presse fälschlicherweise als an der Front gefallen gemeldet wurde, ist durch Richard Kindermann, Herz-Gruppe, ausgeführt worden. Laurencis, Detektiv der katalanischen Polizei, äußerte sich über den Fall Beimler, worauf dieser spurlos verschwand.“ Erich Günthart warnt, auch diese Schilderung von Beimlers Tod sei, wie die übrigen Versionen, mit Vorbehalten zu interpretieren. Ludwig Renn, der als Kommandant des Bataillons Ernst Thälmann mit seinen Politkommissaren Hans Beimler und Louis Schuster das Zimmer geteilt hatte, nennt in seinem 1955 erschienenen Buch Der Spanische Krieg den 30. November 1936 als Tag, an dem er vom Tod der beiden erfahren hat. Demnach wäre Beimler einen Tag früher gestorben als offiziell verbreitet wurde. Zudem lässt Renn durchblicken, dass dort, wo Beimler und Schuster erschossen wurden, zu jenem Zeitpunkt keine Kampfhandlungen stattfanden. Über die außergewöhnlich rasch organisierte große Gedenkfeier am 2. Dezember hatten sich schon Zeitgenossen gewundert.
Siehe auch Theorien um den Tod Durrutis.

#### Scharfschützen-Theorie
Eine andere Theorie besagt, dass Hans Beimler und Louis Schuster von einem franquistischen Scharfschützen erschossen wurden und nur Richard Staimer diesen Angriff überlebt hat. Diese Theorie zweifelten wiederum viele republikanische Spanienkämpfer an.

## Familie
1919 heiratete Hans Beimler Magdalena Müller (*?; † 16. März 1928 München), mit der er zwei Kinder hatte, Rosemarie (* 28. September 1919; †?) und Johann (* 28. April 1921 in München; † 12. November 2013 in New York). Johann wurde 1937 in Moskau wegen angeblicher Teilnahme an der Vorbereitung eines Attentates auf Stalin verhaftet, später vermutlich wegen seines bekannten Vaters freigelassen und konnte nach Mexiko fliehen. Dort wurde Johanns Sohn Hans Anthony Beimler geboren, der später als Drehbuchautor für Fernsehserien wie Star Trek: The Next Generation und Deep Space Nine arbeitete.
Magdalena starb am 16. März 1928 in München und Beimler heiratete im Juli 1930 Centa Beimler. Sie war Sekretärin in der Redaktion der KPD-Zeitung Neue Zeitung in München und kümmerte sich um die beiden Stiefkinder. Im April 1933 wurde Centa verhaftet, anschließend war sie im Frauen-KZ Moringen inhaftiert. 1942 wurde sie erneut festgenommen und vom Oberlandesgericht München zu eineinhalb Jahren Gefängnis verurteilt. 1945 wurde sie hauptamtliche Funktionärin in der VVN und der KPD in Bayern. Der DEFA-Spielfilm Die Sprungdeckeluhr sowie die Dokumentation Krieg der Träume erzählt einen Teil der Familiengeschichte.

## Würdigungen
Zum 1. Jahrestag seines Todes, am 1. Dezember 1937 wurde Beimler mit der spanischen Staatsbürgerschaft geehrt.
Volkseigener Betrieb
Der VEB Lokomotivbau Elektrotechnische Werke (LEW) in Hennigsdorf bei Berlin war nach Hans Beimler benannt.
Hans-Beimler-Medaille
Die staatliche Auszeichnung Hans-Beimler-Medaille (nicht zu verwechseln mit dem Hans-Beimler-Abzeichen, siehe dazu unten) wurde am 17. Mai 1956 vom Ministerrat der DDR gestiftet und an Einzelpersonen verliehen, die in den Internationalen Brigaden während des spanischen Bürgerkrieges (1936–1939) gekämpft hatten und auch später als Veteranen den sozialistischen Idealen treu blieben.
Lieder
- Hans Beimler, Kamerad (Text: Ernst Busch)[15]

Verfilmungen
- Hans Beimler, Kamerad (DDR 1969, Regie: Rudi Kurz)[16][17]
- Krieg der Träume (Arte Doku-Serie, 2018)

In der NVA

- Das Mot.-Schützenregiment 1 erhielt am 28. Februar 1966 den Traditionsnamen Hans Beimler.[18]
- Raketenschnellboot „Hans Beimler“ der Volksmarine, ein Schiff der Tarantul-Klasse

Straßen, Wohngebiet
Nach Hans Beimler wurden in der DDR zahlreiche Straßen benannt, von denen in den ostdeutschen Bundesländern heute noch einige existieren, die meisten jedoch – wie die Berliner Otto-Braun-Straße  – inzwischen umbenannt sind. In Chemnitz gibt es noch heute das Hans-Beimler-Gebiet, eine Plattenbausiedlung im Stadtteil Gablenz. Eine gleichnamige Bibliothek bestand nach Bürgerprotest bis zu ihrer Schließung unter dem Namen Beimlers. In Augsburg-Pfersee gibt es seit 1948 eine Beimlerstraße, an der am 2. Juli 2015 ein Zusatzschild mit Hinweisen auf das Schicksal Beimlers enthüllt wurde. In München wurde zu seinem 85. Todestag am 1. Dezember 2021 ein Erinnerungszeichen als Wandtafel in der Döllingerstraße 30 im Stadtteil Neuhausen-Nymphenburg angebracht.
Denkmale
Im Chemnitzer Stadtteil Gablenz wurde 1979 eine Stele des Künstlers Volker Beier zum Andenken an Hans Beimler und die anderen deutschen Interbrigadisten eingeweiht und im Jahr 2018 saniert. Ein Denkmal findet sich auch in Bad Langensalza.
Schulen und Jugendherberge
Viele DDR-Schulen trugen den „Ehrennamen“ Hans Beimler, so auch eine Oberschule in der Friedrichshainer Corinthstraße 1–5. Dort gab es eine Bronzebüste des Kommunisten und ein Gedenkzimmer, in dem sein Wirken geehrt wurde. Die Jugendherberge im Ortsteil Rote Grube von Sosa trug bis 1990 den Namen Hans Beimler.
Auch die Jugendherberge in Klingenberg (Sachsen) an der Talsperre 2 trug bis 1990 diesen Namen. Ebenso trug auch die Verbundene Haupt- und Realschule in Dabel (Mecklenburg-Vorpommern) den Namen bis zur Schließung 2004.
In Radeberg (Sachsen) und Bautzen trug jeweils eine polytechnische Schule den Namen Hans Beimler, ebenso die polytechnische Oberschule in Bennewitz (jetzt eine Grundschule).  Eine der drei polytechnischen Oberschulen in der Kreisstadt Herzberg/Elster trug ebenfalls den Ehrennamen Hans Beimler.
Hans-Beimler-Chor
In (West-)Berlin gibt es seit 1972 einen politischen Hans-Beimler-Chor.
Hans-Beimler-Zentrum, Ausbildungszentrum Hans Beimler
In Augsburg existiert seit Ende 2008 ein Hans-Beimler-Zentrum, welches vom Hans-Beimler-Verein betrieben wird. Es befindet sich in der Manlichstraße 3 in Augsburg-Oberhausen und somit direkt neben dem ehemaligen Wohnhaus Beimlers (Manlichstraße 5), in dem er in seiner Zeit als Augsburger Stadtrat wohnte.
Das Zentrale Ausbildungszentrum (ZAZ) der Gesellschaft für Sport und Technik in Scheibe-Alsbach, das von 1955 bis 1989 bestand, trug ebenfalls seinen Namen.
Vormilitärische Wettkämpfe für Schüler
Die DDR etablierte im Zuge der vormilitärischen Ausbildung die Hans-Beimler-Wettkämpfe an ihren Schulen. Die Schüler mit den besten Ergebnissen erhielten das Hans-Beimler-Abzeichen der FDJ ausgehändigt.

## Bildliche Darstellung Beimlers

### Fotografische Darstellung
- Unbekannter Fotograf: Hans Beimler[28]

### Darstellung in der bildenden Kunst der DDR
- Marguerite Blume-Cárdenas: Hans Beimler (1970/1971, Relief, Gips; auf der VII. Kunstausstellung der DDR)[29]

- Hans Jürgen Leonhard: Spanienkämpfer Hans Beimler (1970; Deutsches Historisches Museum, Berlin)[30]

## Schriften
- Im Mörderlager Dachau. Vier Wochen in den Händen der braunen Banditen, Moskau 1933.

Dieses Werk, ursprünglich in Form einer Broschüre herausgegeben, wurde im Militärverlag der Deutschen Demokratischen Republik 1976 und 1980 neu aufgelegt. Der Text der Auflage von 1980, in dem gegenüber Beimlers Urfassung ein Kapitel fehlt, ist online verfügbar in der Bibliotheca Augustana, abgerufen am 6. März 2013.
In gedruckter Fassung wurde die Schrift neu herausgegeben und um eine biografische Skizze ergänzt von Friedbert Mühldorfer: PapyRossa, Köln 2011, (Rezension). Im Dezember 2018 erschien eine 2., durchgesehene Auflage, Herausgegeben, kommentiert und um eine biographische Skizze ergänzt von Friedbert Mühldorfer, Köln 2018, ISBN 978-3-89438-480-7.